# Bubergssjön
Bubergssjön är en sjö i Vindelns kommun i Västerbotten och ingår i Umeälvens huvudavrinningsområde. Sjön har en area på 0,376 kvadratkilometer och ligger 225 meter över havet. Sjön avvattnas av vattendraget Bubergsån.

## Delavrinningsområde
Bubergssjön ingår i det delavrinningsområde (713537-169869) som SMHI kallar för Ovan 713236-170156. Medelhöjden är 299 meter över havet och ytan är 22,79 kvadratkilometer. Det finns inga avrinningsområden uppströms utan avrinningsområdet är högsta punkten. Bubergsån som avvattnar avrinningsområdet har biflödesordning 4, vilket innebär att vattnet flödar genom totalt 4 vattendrag innan det når havet efter 83 kilometer. Avrinningsområdet består mestadels av skog (70 procent) och sankmarker (16 procent). Avrinningsområdet har 0,4 kvadratkilometer vattenytor vilket ger det en sjöprocent på 1,8 procent.